# متیو دروژون
متیو دروژون (فرانسوی: Mathieu Drujon‎؛ زادهٔ ۱ فوریهٔ ۱۹۸۳) دوچرخه‌سوار اهل فرانسه است.
از باشگاه‌هایی که در آن رکاب زده‌است می‌توان به سن میشل–اوبر۹۳ اشاره کرد.